# Sonate K. 412
La sonate K. 412 (F.358/L.182) en sol majeur est une œuvre pour clavier du compositeur italien Domenico Scarlatti.

## Présentation
Cette sonate plutôt atypique est fondée sur un court motif rythmique entendu dès le début et qui remplit les quatre pages de la partition. Le tout évoque une sérénade de guitare, avec son économie : aucun saut, pas de traits véloces et seulement quelques trilles et ornements. À la fin de chaque partie vient un épisode mineur, où des mesures de silences ajoutent un effet dramatique,.

## Manuscrits

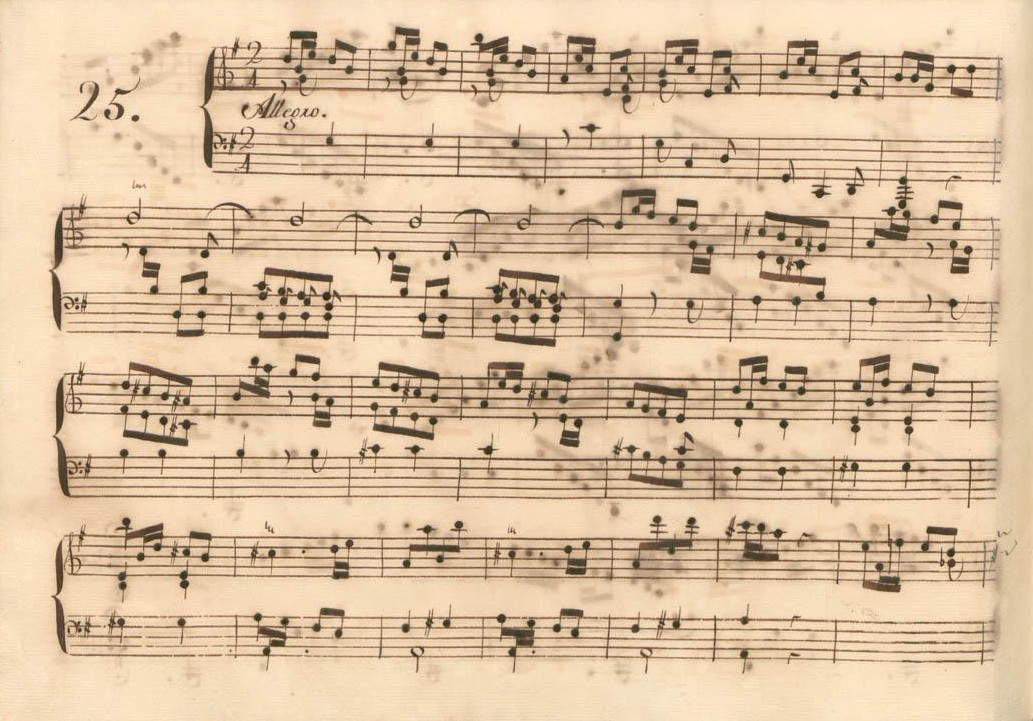
Début de la sonate, extraite du volume XI du manuscrit de Parme.

Le manuscrit principal est le numéro 25 du volume IX de Venise (1754), copié pour Maria Barbara ; les autres sont Parme XI 25, Münster III 53 et Vienne F 1.

## Interprètes
Cette sonate est peu jouée. Scott Ross (1985) et Richard Lester (2003, Nimbus, vol. 4) notamment, la défendent au clavecin.

## Sources
: document utilisé comme source pour la rédaction de cet article.
- Ralph Kirkpatrick (trad. de l'anglais par Dennis Collins), Domenico Scarlatti, Paris, Lattès, coll. « Musique et Musiciens », 1982 (1re éd. 1953 (en)), 493 p. (OCLC 954954205, BNF 34689181).
- Alain de Chambure, « Domenico Scarlatti : Intégrale des sonates — Scott Ross », p. 220, Erato (2564-62092-2), 1985 (OCLC 891183737) ..
- Guy Sacre, La musique pour piano : dictionnaire des compositeurs et des œuvres, vol. II (J-Z), Paris, Robert Laffont, coll. « Bouquins », 1998, 2429 p. (ISBN 978-2-221-08566-0).